# La cena dei cretini (serie televisiva)
La cena dei cretini è una sit-com andata in onda su Comedy Central nel 2013, i cui protagonisti sono Massimiliano Cavallari dei Fichi d'India e Raffaella Fico; è tutta ambientata all'interno di un ristorante, in cui si svolgono le vicende dei cugini Pizzeria. La serie è stata poi replicata sullo stesso canale.

## Trama
La serie è ambientata in un ristorante che ha come protagonisti lo chef Max Pizzeria (Massimiliano Cavallari dei Fichi d'India), cuoco molto naif, un vero e proprio talento dei fornelli che si destreggia con grande maestria tra ingredienti e ricette prelibate e suo cugino Giorgio Pizzeria (Giorgio Verduci), maître di sala affetto da 
perfezionismo acuto, moralista, intollerante e incredibilmente attaccato ai soldi.
L'obiettivo dei cugini Pizzeria è quello di conquistare un posto di primo piano nella prestigiosa guida gastronomica ‘L'escargot d'argent', ma ovviamente la corsa verso lo sperato successo è costellata di intoppi ed equivoci, molti dei quali causati dai dipendenti del ristorante. Altri personaggi che caratterizzano il ristorante sono la cassiera napoletana Sonia Bertoldo (Raffaella Fico), tanto bella quanto impreparata, esperta di gossip e tv ma totalmente incapace di muoversi tra conti e fatture, spesso si esprime in dialetto napoletano; il sommelier alcolizzato Jacques L'Abat (Marco Della Noce) dal dubbio accento transalpino, ipocondriaco, chiacchierone e con una smisurata passione per le corse canine; il factotum di cucina, il lavapiatti Bicio (Daniele Ronchetti, il Gabri Gabra di Colorado), genio ribelle che nonostante una laurea in fisica quantistica preferisce destreggiarsi tra pentole e fornelli, manifestando una vera e propria avversione verso la puntualità e l'impegno.
Un ruolo importante lo gioca anche il pubblico che assiste in teatro alla registrazione delle varie puntate e che può trovarsi proiettato sul palco per interpretare uno dei personaggi, come il cliente del ristorante, il garzone di un negozio o l'elettricista chiamato a risolvere un problema. Gli spettatori da casa possono, inoltre, godersi papere ed errori dei protagonisti che fanno parte a tutti gli effetti della narrazione e vengono segnalati dal suono di una sirena e dalla scritta in sovrimpressione.
In chiusura di ogni puntata spazio all'angolo del confessionale, dove i protagonisti esprimono, senza peli sulla lingua, pareri e opinioni sulla puntata appena andata in onda.

## Episodi
| nº | Titolo                    | Prima TV Italia |
| -- | ------------------------- | --------------- |
| 1  | La nuova cassiera         | 7 ottobre 2013  |
| 2  | Una rapina da incubo      | 2013            |
| 3  | L'attentato               | 2013            |
| 4  | Scherzi... da preti!      | 2013            |
| 5  | Il nuovo sommelier        | 2013            |
| 6  | Giorgio si sposa          | 2013            |
| 7  | Indovina chi viene a cena | 2014            |
| 8  | Il cacciatopi             | 2014            |
| 9  | Anello di cioccolato      | 2014            |
| 10 | I funghetti               | 2014            |
| 11 | Scambio di ruoli          | 2014            |
| 12 | Grattone d'oro            | 2014            |

## Produzione
Ogni puntata vede protagonisti ospiti d'eccezione, tra cui: Marco Bazzoni (nel ruolo dell'astrologo Paolo Bronko); Cristian Calabrese (nel ruolo di Joe Bastardich giudice di Mister Chef); Enzo Salvi; Sergio Sgrilli; Cristiano Militello (nel ruolo di Manolo, il nuovo aiuto cuoco senese e vegano); Andrea Pellizzari (nel ruolo di Manlio Veneziani; il critico culinario ed anche nel ruolo di un agente dei Nas); Franco Trentalance (nel ruolo di un disinfestatore pasticcione); Paolo Migone (nel ruolo dell'inventore Codoni) e Rocco Ciarmoli, per citarne alcuni, coinvolti nelle avventure-disavventure dei cugini Pizzeria.